# 52293 Mommsen
52293 Mommsen è un asteroide della fascia principale. Scoperto nel 1990, presenta un'orbita caratterizzata da un semiasse maggiore pari a 3,1797080 UA e da un'eccentricità di 0,1951262, inclinata di 10,89079° rispetto all'eclittica.
L'asteroide è dedicato allo storico tedesco Theodor Mommsen.